# Cleora concentraria
Cleora concentraria är en fjärilsart som beskrevs av Pieter Cornelius Tobias Snellen 1877. Cleora concentraria ingår i släktet Cleora och familjen mätare. Inga underarter finns listade i Catalogue of Life.